# عبدالحسیم خان
عبدالحسیم خان (انگلیسی: Abdul Haseem Khan؛ زادهٔ ۱۵ ژوئیهٔ ۱۹۸۷) بازیکن هاکی روی چمن اهل پاکستان است.